# 覃乃昌
覃乃昌（1947年12月—2010年9月27日），广西宜州人。中国民族学家、壮族史学家，与覃彩銮、覃圣敏一同称为广西民族研究所“三覃”。
1978年就读广西民族大学政治系，1982年毕业。1982年分配到自治区民委工作，1985年任自治区民委办公室副主任。1991年调任广西民族研究所所长。1992年评为副研究员，1997年评为研究员。1997年晋升研究员职称。毕业后长期担任过广西师范大学、广西民族大学和桂林理工大学的兼职教授和硕士生导师。致力于广西民族民间文化保护。2010年9月27日病逝于南宁。

## 主要作品
- 《壮族稻作农业史》
- 《广西民族区域自治研究》